# 블랙삭스 스캔들

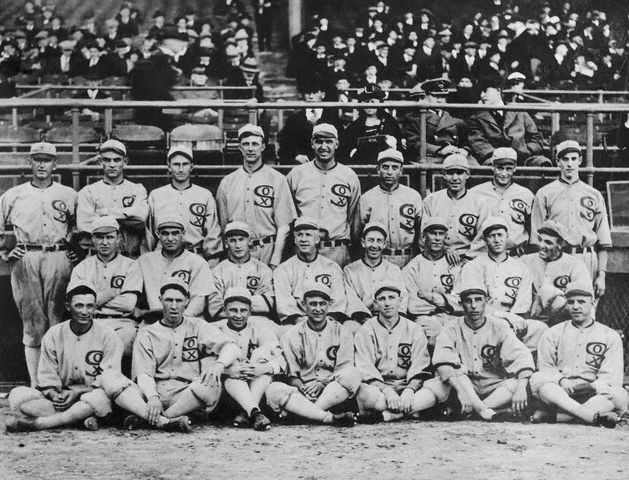
1919년의 시카고 화이트삭스.

블랙삭스 스캔들(Black Sox Scandal)은 1919년 월드 시리즈에서 일어난 승부조작 사건이다. 시카고 화이트삭스가 신시내티 레즈를 상대로 고의로 경기를 졌다.
그 당시, 도박사들과 연루되어 돈을 받고 일부러 경기에 졌다는 의혹이 크게 번지면서 사건이 법정 소송으로 이어졌으며, 화이트삭스 소속 8명의 선수들이 야구계로부터 영구제명을 받게 된다.

## 참고 서적
- 김형준 (2011년 5월 20일). 《메이저 리그 레전드 : 미국 프로야구 140년 전설이 된 야구인 이야기》. 한스컨텐츠. ISBN 978-89-92008-44-0.

- 조지 벡시 저/노지양 역 (2007년 5월 25일). 《KRONOS SERIES 크로노스 총서-19 야구의 역사》. 을유문화사. ISBN 978-89-324-3079-9.

## 같이 보기
- 시카고 화이트삭스
- 신시내티 레즈
- 1919년 월드시리즈
- 찰스 코미스키
- 조 잭슨
- 2012년 한국프로야구 승부조작 사건
- 검은 안개 사건 (야구)
- 중화 직업봉구 대연맹 승부조작 사건